# Islam in Kroatië

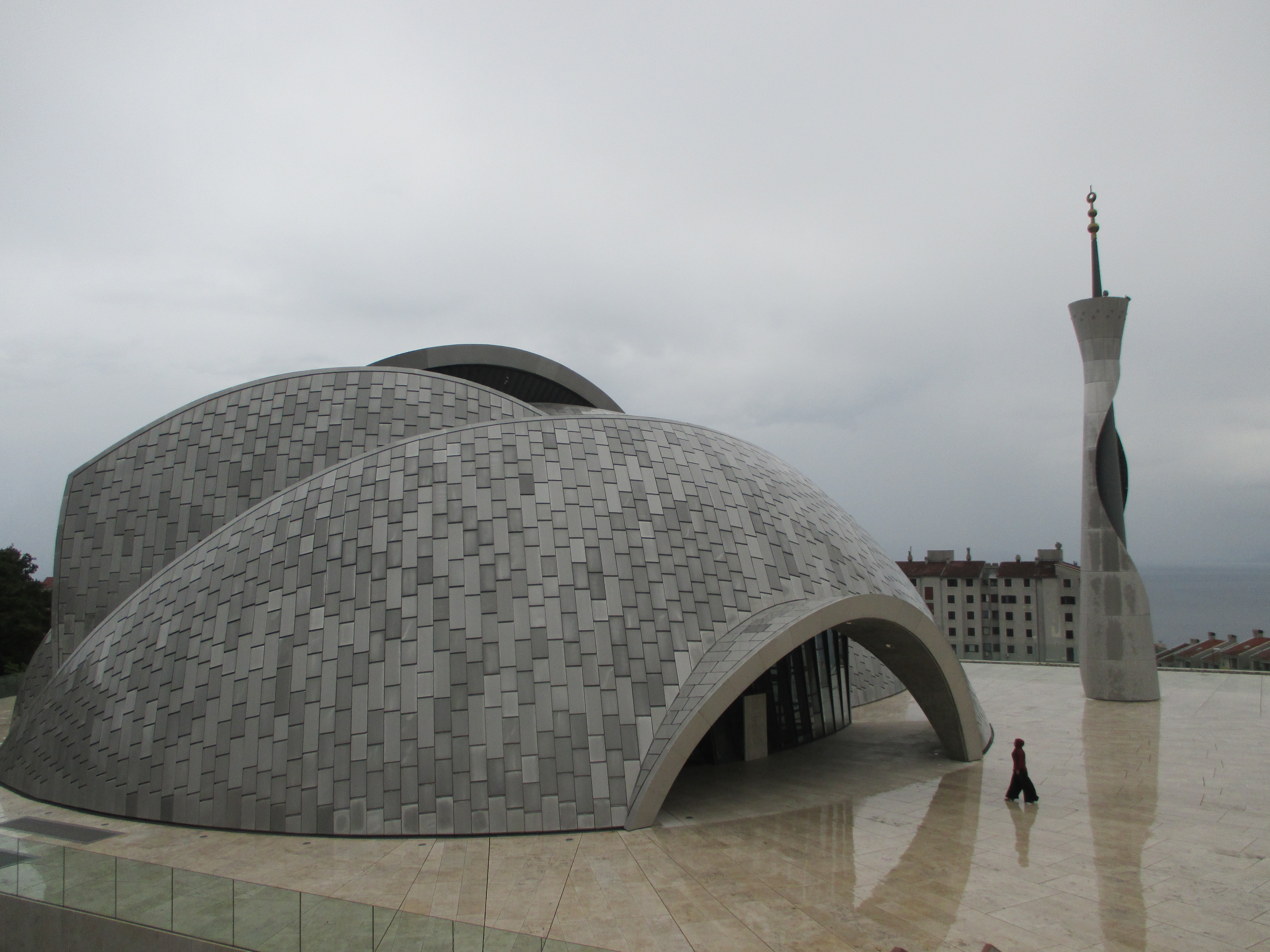
De moskee van Rijeka, gebouwd in 2013

De islam is het op een na grootste geloof in Kroatië: alleen het christendom (specifiek: de Katholieke Kerk) heeft meer aanhang. Volgens de volkstelling van 2021 werd de islam door 1,32% van de bevolking beleden, terwijl 87,39% christelijk was. De rest van de bevolking bestond uit atheïsten, agnostici, sceptici en aanhangers van andere religies.
De Islamitische Gemeenschap van Kroatië (Kroatisch: Mešihat Islamske Zajednice u Hrvatskoj) is de belangrijkste door de staat erkende organisatie van moslims in Kroatië. De president van de islamitische gemeenschap is Aziz Effendi Hasanović.

## Geschiedenis
De islam werd voor het eerst in Kroatië geïntroduceerd door de Ottomanen tijdens de Kroatisch-Ottomaanse oorlogen die duurden van de 15e tot de 16e eeuw. Gedurende deze periode werden sommige delen van het Koninkrijk Kroatië bezet, wat ertoe leidde dat talloze Kroaten, al dan niet vrijwillig, overgingen tot de islam. Niettemin vochten Kroaten gedurende deze paar eeuwen krachtig tegen de Turken, wat ertoe leidde dat de meest westelijke grens van het Ottomaanse Rijk in Europa zich op Kroatisch grondgebied verankerde. In 1519 werd Kroatië door paus Leo X de "Antemurale Christianitatis" genoemd.
De eerste moderne moskee in Kroatië werd in 1969 in Gunja gebouwd. In 2018 werden er 4 moskeeën in het land geteld. Verder zijn er 2 islamitische centra in Kroatië, in Zagreb en Rijeka.

## Demografie

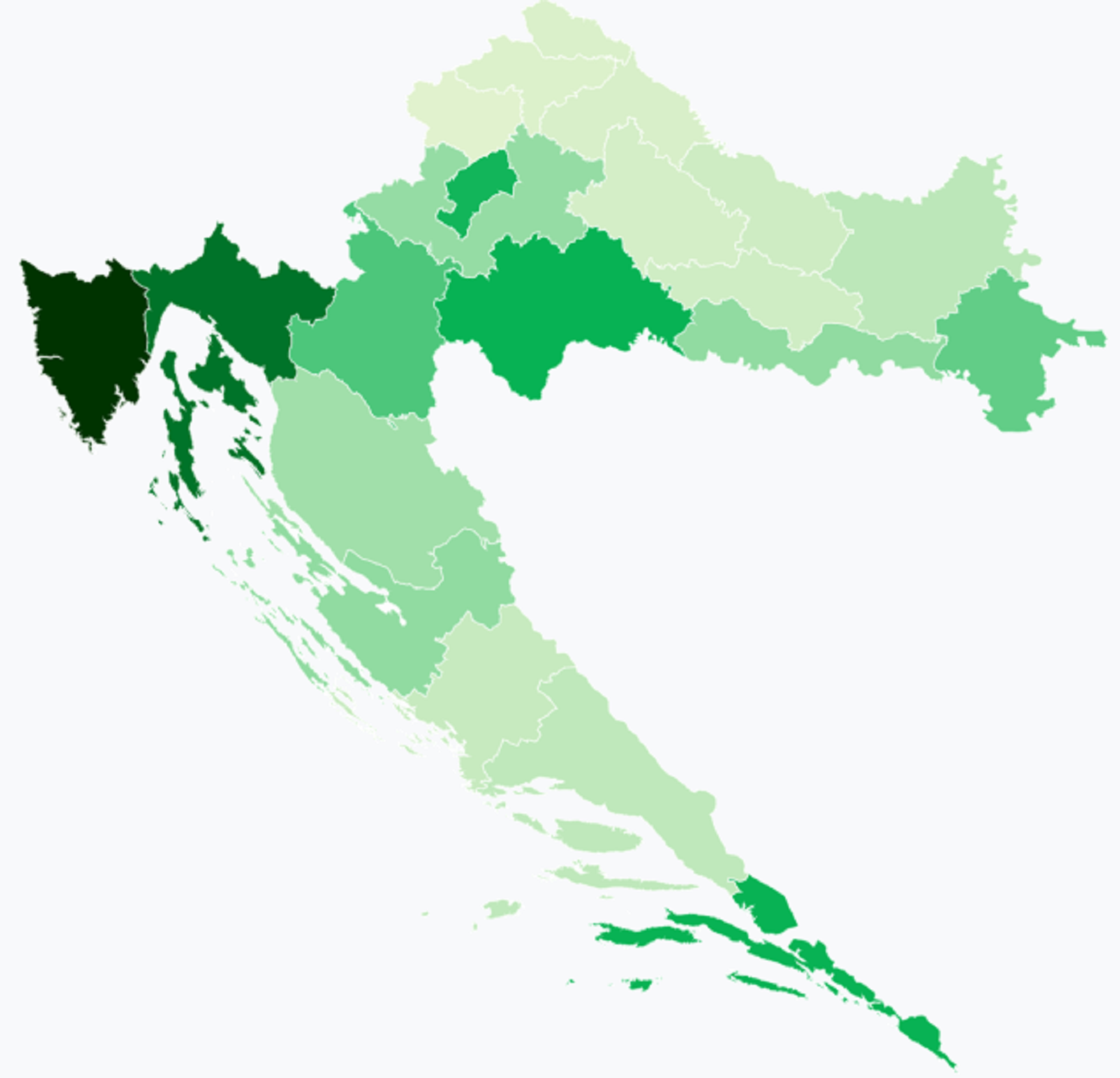
Verspreiding van de moslims in Kroatië

In de volkstelling van 2011 werden 62.977 moslims in Kroatië geregistreerd, oftewel 1,47% van de Kroatische bevolking.  Bijna de helft van de Kroatische moslims identificeerden zichzelf als etnische Bosniakken (31.479). De Bosniakken werden gevolgd door de etnische Albanezen (9.594), Roma (5.039), Turken (343), Macedoniërs/Torbesjen (217), Montenegrijnen (159) en anderen (2.420).
|  |

Tussen 2011 en 2021 nam het aantal moslims in Kroatië met bijna 12.000 leden af, terwijl het percentage in de totale bevolking met 0,15-procentpunten afnam: van 1,47% in 2011 naar 1,32% in 2021.

### Verspreiding
Het hoogste percentage moslims woont in de gemeente Gunja (34,7% bevolking), gevolgd door Cetingrad (20,62%), Raša (17,88%), Vojnić (15,58%), Vodnjan (14,02%), Labin (10,68%), Kršan (7,96%), Sveta Nedelja (7,47%), Drenovci (7,27%) en Čavle (6,72%). Per 2011 zijn er in totaal 56 gemeenten in Kroatië waar geen moslims wonen, waarvan de grootste Bednja is met 3.992 inwoners.